# Funk You
Singles de DJ Abdel
C'est ma life
(2011)
Singles par Mister You
Ça sort du Zoogataga
(2010) Mets-toi à l'aise
(2011)
Funk You est un single musical sorti en 2011 de DJ Abdel avec Mister You et Francisco. La chanson est extraite de l'album de DJ Abdel Evolution et de Mister You Dans ma grotte. La chanson reprend le sample de And the beat goes on de The Whispers.

## Classement par pays
| Classement (2012)               | Meilleure position |
| ------------------------------- | ------------------ |
| Belgique (Wallonie Ultratip 50) | 2                  |
| France (SNEP)                   | 12                 |